# له سنتر (مینه‌سوتا)
له سنتر، مینه‌سوتا (به انگلیسی: Le Center, Minnesota) یک شهر در ایالات متحده آمریکا است که در شهرستان لو سوئور، مینه‌سوتا واقع شده‌است.

## خصوصیات
له سنتر ۳٫۹۱ کیلومترمربع مساحت و ۲٬۴۹۹ نفر جمعیت دارد و ۳۲۳ متر بالاتر از سطح دریا واقع شده‌است.